# 프리마 카테고리아 1905
프리마 카테고리아 1905는 8번째로 열리는 이탈리아 축구 리그의 최상위 대회이며, 본 시즌은 1905년 2월 5일에 시작하여 1905년 4월 9일에 종료했다. 우승구단은 유벤투스이며, 첫 번째 우승을 거두었다.

## 시즌
본 토너먼트 대회는 페데라치오네 이탈리아나 델 풋볼(FIF)에서 주최한 여덟 번째 이탈리아 축구 리그다.

### 소식
우디오네 스포르티바 밀라네세가 대회에 새로 참가했으며, SEF 메디올라눔에서 뛰었던 여러 선수들이 합류했다.

### 구성
첫 일곱 시즌의 대회를 성공적이으로 거두며, 1904년 FIFA에 정식 가입을 한, FIF는 본 대회에 좀 더 체계적인 구성을 적용하기로 결정했다. 최초로 원정 라운드가 도입됐고, 지역 간 및 전국 예선은 유지됐으며, 기존에 전년도 우승 구단(이번 경우에는 제노아)이 결승전으로 직행하던 것을 폐지하고 여타 다른 구단과 같이 예선을 치르는 방식으로 변경했다. 게다가, 우승 타이틀은 결승전에서 결정되지 않고, 세 지역 대표 간의 경기 결과를 통해 주어진다.

### 대회
1905 시즌 대회에 실질적으로는 5개 구단이 참가했다, 토리네세는 피에몬테 지역 예선에서 유벤투스와의 경기를 포기했고, 이는 두 경기 모두 3-0이라는 몰수패로 이어졌다. 우승 구단은 새 우승컵인 코파 스펜스리와 메달 및 기념패를 수여받는다.
상기된 것처럼, 이전 대회까지 적용된 전 우승 구단의 결승전 직행이 폐지되면서, 전 우승구단인 제노아는 리구리아 예선에서 안드레아 도리아를 상대하게 되면서, 결승전으로 가는 길이 이전보다 길어지게 됐고, 2월 19일 2회전에서 승리를 거두며 결선으로 진출하게 됐다. 
롬바르디 조에서는 리그 첫 출현 구단인 US 밀라네세의 돌풍이 눈길을 끌었다. 밀라네세는 두번의 경기를 통해 밀란을 꺾었고, 리그 최초로 한 경기 최다 득점인 13득점 경기가 나왔다.

#### 결선
지난 2년 동안 유벤투스는 결승전에서 쓴 고배를 마셨으나, 마침내 구단 역사 최초의 우승 타이틀을 손에 쥐었다. 전국 단위의 본선에서 세 지역 대표가 맞붙게 됐으나, 놀라운 사건은 롬바르디아 지역에서 나왔다. 밀란은 신생 구단인 밀라네세와 고전했다. 그러나 결선에서 밀라네세는 승점 자판기로 전락했다. 유벤투스와 제노아를 상대로 첫 세 경기에서 내리 졌다. 밀라네세의 극심한 부진으로 제노아는 결선 마지막 경기에서 밀라네세를 상대로 승리를 거두며 우승 결정전으로 가리라 예상을 했으나, 무승부로 경기가 끝났고, 역사상 처음으로 유벤투스의 우승이 확정됐다,

## 참가 구단

### 리구리아
| 구단            | 도시   | 지난 시즌                                         |
| --------------- | ------ | ------------------------------------------------- |
| 안드레아 도리아 | 제노바 | 프리마 카테고리아 리구리아-롬바르디아 지역간 예선 |
| 제노아          | 제노바 | 프리마 카테고리아 우승                            |

### 롬바르디아
| 구단        | 도시   | 지난 시즌                |
| ----------- | ------ | ------------------------ |
| 밀란        | 밀라노 | 프리마 카테고리아 준결승 |
| US 밀라네세 | 밀라노 | 첫 참가                  |

### 피에몬테
| 구단     | 도시   | 지난 시즌                       |
| -------- | ------ | ------------------------------- |
| 토리네세 | 토리노 | 프리마 카테고리아 피에몬테 예선 |
| 유벤투스 | 토리노 | 프리마 카테고리아 준우승        |

## 리구리아 예선

### 경기 결과

#### 일정
| 제노아 | 0 – 0 | 안드레아 도리아 |
| ------ | ----- | --------------- |
|        |       |                 |

| 안드레아 도리아 | 0 – 1 | 제노아             |
| --------------- | ----- | ------------------ |
|                 |       | 조지프 윌리엄 애거 |

### 결과
- 제노아가 결선 진출.

## 롬바르디아 예선

### 경기 결과

#### 일정
| 밀란                                | 3 – 3 | US 밀라네세         |
| ----------------------------------- | ----- | ------------------- |
| 구스타보 카레르 · 알레산드로 트레레 |       | 아고스티노 레칼카티 |

| US 밀라네세                               | 7 – 6 | 밀란                                |
| ----------------------------------------- | ----- | ----------------------------------- |
| 프란코 바리스코 · 알프레도 프란치오시 · ? |       | 주세페 리치 · 알레산드로 트레레 · ? |

### 결과
- US 밀라네세가 결선 진출.

## 피에몬테 예선

### 경기 결과

#### 일정
| 유벤투스 | 2 – 0 (몰수) | 토리네세 |
| -------- | ------------ | -------- |
|          |              |          |

| 토리네세 | 0 – 2 (몰수) | 유벤투스 |
| -------- | ------------ | -------- |
|          |              |          |

### 결과
- 유벤투스가 결선 진출.

## 결선

### 순위
| 순위 | 팀           | 경기 | 승 | 무 | 패 | 득 | 실 | 차 | 승점 |
| ---- | ------------ | ---- | -- | -- | -- | -- | -- | -- | ---- |
| 1    | 유벤투스 (C) | 4    | 2  | 2  | 0  | 9  | 3  | +6 | 6    |
| 2    | 제노아       | 4    | 1  | 3  | 0  | 7  | 6  | +1 | 5    |
| 3    | US 밀라네세  | 4    | 0  | 1  | 3  | 5  | 12 | -7 | 1    |

- 범례 :

  이탈리아 챔피언

#### 우승 주역
| 포메이션 (2-3-5)                                                                     | 선수 (포지션)                          |
| ------------------------------------------------------------------------------------ | -------------------------------------- |
| 두란테 아르마노 I 마치아 발티 고초네 디먼트 바르베리스 바레티 포를라노 스콰이어 돈나 | 도메니코 두란테 (골키퍼)               |
| 두란테 아르마노 I 마치아 발티 고초네 디먼트 바르베리스 바레티 포를라노 스콰이어 돈나 | 조아키노 아르마노 (왼쪽 풀백)          |
| 두란테 아르마노 I 마치아 발티 고초네 디먼트 바르베리스 바레티 포를라노 스콰이어 돈나 | 오레스테 마치아 (오른쪽 풀백)          |
| 두란테 아르마노 I 마치아 발티 고초네 디먼트 바르베리스 바레티 포를라노 스콰이어 돈나 | 조반니 고초네 (중앙 미드필더, 주장)    |
| 두란테 아르마노 I 마치아 발티 고초네 디먼트 바르베리스 바레티 포를라노 스콰이어 돈나 | 잭 디먼트 (왼쪽 미드필더)              |
| 두란테 아르마노 I 마치아 발티 고초네 디먼트 바르베리스 바레티 포를라노 스콰이어 돈나 | 파울 아르놀트 발티 (오른쪽 미드필더)   |
| 두란테 아르마노 I 마치아 발티 고초네 디먼트 바르베리스 바레티 포를라노 스콰이어 돈나 | 알베르토 바르베리스 (오른쪽 윙)        |
| 두란테 아르마노 I 마치아 발티 고초네 디먼트 바르베리스 바레티 포를라노 스콰이어 돈나 | 도메니코 돈나 (왼쪽 윙)                |
| 두란테 아르마노 I 마치아 발티 고초네 디먼트 바르베리스 바레티 포를라노 스콰이어 돈나 | 카를로 비토리오 바레티 (오른쪽 메찰라) |
| 두란테 아르마노 I 마치아 발티 고초네 디먼트 바르베리스 바레티 포를라노 스콰이어 돈나 | 제임즈 스콰이어 (왼쪽 메찰라)          |
| 두란테 아르마노 I 마치아 발티 고초네 디먼트 바르베리스 바레티 포를라노 스콰이어 돈나 | 루이지 포를라노 (중앙 공격수)          |

### 경기 결과

#### 일정
| 홈 (1라운드) | 홈 (1라운드) | 대진 1               | 원정 (4라운드) | 원정 (4라운드) |
|              |              |                      |                |                |
| 3월 5일      | 3-0          | 유벤투스-US 밀라네세 | 4-1            | 3월 26일       |
| 제노아 휴식  |              |                      |                |                |

| 홈 (2라운드)     | 홈 (2라운드) | 대진 2          | 원정 (5라운드) | 원정 (5라운드) |
|                  |              |                 |                |                |
| 3월 12일         | 1-1          | 제노아-유벤투스 | 1-1            | 4월 2일        |
| US 밀라네세 휴식 |              |                 |                |                |

| 홈 (3라운드)  | 홈 (3라운드) | 대진 3             | 원정 (6라운드) | 원정 (6라운드) |
|               |              |                    |                |                |
| 3월 19일      | 2-3          | US 밀라네세-제노아 | 2-2            | 4월 9일        |
| 유벤투스 휴식 |              |                    |                |                |